# Segona divisió espanyola de futbol 1951-1952
Resum de l'activitat de la temporada 1951-1952 de la Segona divisió espanyola de futbol.

## Grup Nord

### Clubs participants
| Club                         | Ciutat      | Estadi                |
| ---------------------------- | ----------- | --------------------- |
| Deportivo Alavés             | Vitòria     | Mendizorroza          |
| CF Badalona                  | Badalona    | Avinguda de Navarra   |
| Club Barakaldo               | Barakaldo   | Lasesarre             |
| Caudal Deportivo             | Mieres      | El Batán              |
| Club Ferrol                  | Ferrol      | Inferniño             |
| RS Gimnástica de Torrelavega | Torrelavega | El Malecón            |
| Gimnàstic de Tarragona       | Tarragona   | Avinguda de Catalunya |
| UD Huesca                    | Huesca      | San Jorge             |
| UE Lleida                    | Lleida      | Camp d'Esports        |
| CD Logroñés                  | Logronyo    | Las Gaunas            |
| SG Lucense                   | Lugo        | Los Miñones           |
| UD Orensana                  | Ourense     | O Couto               |
| CA Osasuna                   | Pamplona    | San Juan              |
| Real Oviedo CF               | Oviedo      | Buenavista            |
| CE Sabadell FC               | Sabadell    | Creu Alta             |
| CD Sant Andreu               | Barcelona   | Santa Coloma          |

### Classificació
| Pos | Equip                  | PJ | PG | PE | PP | GF | GC | DG  | Pts | Classificació o descens   |
| --- | ---------------------- | -- | -- | -- | -- | -- | -- | --- | --- | ------------------------- |
| 1   | Real Oviedo (P)        | 30 | 16 | 7  | 7  | 66 | 29 | +37 | 39  | Ascens a Primera Divisió  |
| 2   | CD Logroñés            | 30 | 15 | 6  | 9  | 48 | 40 | +8  | 36  | Promoció d'ascens         |
| 3   | Ferrol                 | 30 | 11 | 11 | 8  | 55 | 44 | +11 | 33  | Promoció d'ascens         |
| 4   | CE Sabadell            | 30 | 13 | 7  | 10 | 58 | 44 | +14 | 33  |                           |
| 5   | Barakaldo CF           | 30 | 13 | 7  | 10 | 61 | 32 | +29 | 33  |                           |
| 6   | CA Osasuna             | 30 | 12 | 9  | 9  | 49 | 41 | +8  | 33  |                           |
| 7   | UE Lleida              | 30 | 14 | 4  | 12 | 41 | 52 | −11 | 32  |                           |
| 8   | Caudal (O)             | 30 | 13 | 6  | 11 | 55 | 45 | +10 | 32  | Promoció de descens       |
| 9   | Alavés                 | 30 | 10 | 10 | 10 | 51 | 50 | +1  | 30  | Promoció de descens       |
| 10  | Gimnástica Torrelavega | 30 | 12 | 5  | 13 | 49 | 60 | −11 | 29  | Promoció de descens       |
| 11  | Huesca                 | 30 | 13 | 3  | 14 | 56 | 64 | −8  | 29  | Descens a Tercera Divisió |
| 12  | UE Sant Andreu         | 30 | 12 | 4  | 14 | 51 | 57 | −6  | 28  | Descens a Tercera Divisió |
| 13  | Gimnàstic              | 30 | 9  | 10 | 11 | 51 | 71 | −20 | 28  | Descens a Tercera Divisió |
| 14  | Orensana               | 30 | 9  | 6  | 15 | 40 | 56 | −16 | 24  | Dissolt                   |
| 15  | CF Badalona (R)        | 30 | 7  | 7  | 16 | 49 | 64 | −15 | 21  | Descens a Tercera Divisió |
| 16  | Lucense (R)            | 30 | 5  | 10 | 15 | 32 | 63 | −31 | 20  | Descens a Tercera Divisió |

### Resultats
| Casa \ Fora            | ALA | BAD | BAR | CAU | NAS | GIM | HUE | LLE | LOG | LUC | ORE | OSA | OVI | RFE | SAB | STA |
| ---------------------- | --- | --- | --- | --- | --- | --- | --- | --- | --- | --- | --- | --- | --- | --- | --- | --- |
| Alavés                 | —   | 3–0 | 2–2 | 6–1 | 3–0 | 1–1 | 4–0 | 3–0 | 1–0 | 1–1 | 1–1 | 1–1 | 0–2 | 3–2 | 2–1 | 1–0 |
| CF Badalona            | 2–2 | —   | 0–1 | 2–5 | 3–3 | 4–2 | 6–0 | 2–0 | 2–2 | 3–0 | 4–1 | 1–2 | 0–0 | 6–1 | 1–3 | 3–2 |
| Barakaldo CF           | 5–1 | 2–0 | —   | 2–0 | 5–0 | 5–0 | 5–2 | 3–0 | 3–1 | 2–2 | 3–0 | 6–1 | 2–4 | 0–0 | 1–1 | 4–1 |
| Caudal                 | 4–1 | 3–0 | 1–1 | —   | 1–1 | 2–0 | 4–0 | 4–2 | 0–1 | 4–0 | 1–0 | 5–1 | 2–1 | 2–2 | 2–0 | 1–1 |
| Gimnàstic              | 2–1 | 4–1 | 2–1 | 3–2 | —   | 3–1 | 3–3 | 3–2 | 1–1 | 5–0 | 5–2 | 0–0 | 1–1 | 0–0 | 1–4 | 2–1 |
| Gimnástica Torrelavega | 4–3 | 4–0 | 0–3 | 1–0 | 3–0 | —   | 4–2 | 2–1 | 2–2 | 4–1 | 2–1 | 1–0 | 2–0 | 1–1 | 3–1 | 2–1 |
| Huesca                 | 1–3 | 3–0 | 2–1 | 0–3 | 7–1 | 1–0 | —   | 1–1 | 4–1 | 2–1 | 2–0 | 2–1 | 2–1 | 5–1 | 1–0 | 7–2 |
| UE Lleida              | 1–0 | 2–2 | 1–0 | 3–0 | 3–0 | 1–0 | 3–2 | —   | 2–1 | 2–0 | 3–1 | 2–1 | 1–0 | 2–2 | 2–1 | 2–0 |
| CD Logroñés            | 2–1 | 2–1 | 2–0 | 2–1 | 4–0 | 3–2 | 4–1 | 2–1 | —   | 2–1 | 5–1 | 0–1 | 1–0 | 1–0 | 1–1 | 1–0 |
| Lucense                | 0–0 | 2–1 | 0–0 | 2–3 | 2–2 | 1–1 | 3–0 | 1–2 | 0–0 | —   | 2–0 | 1–1 | 2–1 | 0–0 | 3–0 | 2–3 |
| Orensana               | 1–1 | 1–1 | 1–0 | 1–0 | 2–0 | 1–1 | 1–2 | 3–1 | 5–1 | 5–1 | —   | 1–1 | 1–1 | 1–0 | 4–2 | 1–0 |
| CA Osasuna             | 3–1 | 6–0 | 2–2 | 1–1 | 3–2 | 2–0 | 1–0 | 5–0 | 2–1 | 4–1 | 2–1 | —   | 1–2 | 2–2 | 2–1 | 1–1 |
| Real Oviedo            | 1–1 | 2–2 | 1–0 | 5–1 | 3–0 | 7–3 | 4–0 | 2–0 | 2–0 | 8–0 | 6–0 | 2–0 | —   | 2–0 | 1–1 | 3–1 |
| Ferrol                 | 2–2 | 2–0 | 2–1 | 2–1 | 3–3 | 2–0 | 2–1 | 6–1 | 3–3 | 1–1 | 3–0 | 1–0 | 3–0 | —   | 2–1 | 8–0 |
| CE Sabadell            | 6–1 | 2–1 | 2–1 | 3–0 | 2–2 | 7–2 | 2–2 | 0–0 | 1–0 | 4–1 | 2–1 | 2–1 | 2–2 | 3–1 | —   | 1–0 |
| UE Sant Andreu         | 4–1 | 2–1 | 1–0 | 1–1 | 7–2 | 4–1 | 2–1 | 5–0 | 1–2 | 2–1 | 3–2 | 1–1 | 0–2 | 2–1 | 3–2 | —   |

| Golejador          | Gols | Equip                  |
| ------------------ | ---- | ---------------------- |
| Esteban Echevarría | 17   | Gimnástica Torrelavega |
| Alvarito           | 15   | Ferrol                 |
| Julio Remacha      | 15   | Alavés                 |
| Félix Marcaida     | 14   | Barakaldo CF           |
| Ángel Calvo        | 13   | Barakaldo CF           |

| Porter          | Gols | Partits | Mitjana | Equip          |
| --------------- | ---- | ------- | ------- | -------------- |
| Joaquín Gascón  | 26   | 21      | 1.24    | CE Sabadell    |
| Goyo            | 38   | 26      | 1.46    | CA Osasuna     |
| Amaro Méndez    | 40   | 27      | 1.48    | Caudal         |
| Luis Pujolras   | 42   | 26      | 1.62    | UE Sant Andreu |
| Enrique Garatea | 44   | 24      | 1.83    | Huesca         |

## Grup Sud

### Clubs participants
| Club               | Ciutat                    | Estadi                |
| ------------------ | ------------------------- | --------------------- |
| CE Alcoià          | Alcoi                     | Estadi del Collao     |
| Alacant CF         | Alacant                   | Bardín                |
| CE Atlètic Balears | Palma                     | Son Canals            |
| Cartagena CF       | Cartagena                 | El Almarjal           |
| RCD Córdoba        | Còrdova                   | El Árcangel           |
| Granada CF         | Granada                   | Los Cármenes          |
| Hèrcules CF        | Alacant                   | La Viña               |
| Llevant UE         | València                  | Vallejo               |
| RB Linense         | La Línea de la Concepción | La Balompédica        |
| CD Málaga          | Màlaga                    | La Rosaleda           |
| RCD Mallorca       | Palma                     | Es Fortí              |
| UD Melilla         | Melilla                   | Álvarez Claro         |
| CD Mestalla        | València                  | Mestalla              |
| Reial Múrcia       | Múrcia                    | La Condomina          |
| AD Plus Ultra      | Madrid                    | Camp de Ciudad Lineal |
| UD Salamanca       | Salamanca                 | El Calvario           |

### Classificació
| Pos | Equip           | PJ | PG | PE | PP | GF | GC | DG  | Pts | Classificació o descens   |
| --- | --------------- | -- | -- | -- | -- | -- | -- | --- | --- | ------------------------- |
| 1   | Málaga (P)      | 30 | 18 | 6  | 6  | 83 | 37 | +46 | 42  | Ascens a Primera Divisió  |
| 2   | Mestalla (O)    | 30 | 18 | 4  | 8  | 63 | 32 | +31 | 40  | Promoció d'ascens         |
| 3   | CE Alcoià       | 30 | 16 | 4  | 10 | 55 | 39 | +16 | 36  | Promoció d'ascens         |
| 4   | Hèrcules CF     | 30 | 15 | 6  | 9  | 41 | 37 | +4  | 36  |                           |
| 5   | Reial Múrcia    | 30 | 13 | 7  | 10 | 44 | 39 | +5  | 33  |                           |
| 6   | RCD Mallorca    | 30 | 15 | 2  | 13 | 60 | 39 | +21 | 32  |                           |
| 7   | UD Salamanca    | 30 | 14 | 4  | 12 | 45 | 44 | +1  | 32  |                           |
| 8   | UD Melilla (O)  | 30 | 13 | 4  | 13 | 59 | 51 | +8  | 30  | Promoció de descens       |
| 9   | Real Córdoba    | 30 | 13 | 3  | 14 | 52 | 64 | −12 | 29  | Promoció de descens       |
| 10  | Atlètic Balears | 30 | 13 | 2  | 15 | 52 | 56 | −4  | 28  | Promoció de descens       |
| 11  | Linense         | 30 | 9  | 8  | 13 | 46 | 69 | −23 | 26  | Descens a Tercera Divisió |
| 12  | Plus Ultra      | 30 | 10 | 5  | 15 | 38 | 53 | −15 | 25  | Descens a Tercera Divisió |
| 13  | Granada CF      | 30 | 9  | 6  | 15 | 32 | 53 | −21 | 24  | Descens a Tercera Divisió |
| 14  | Llevant UE (R)  | 30 | 10 | 4  | 16 | 33 | 50 | −17 | 24  | Descens a Tercera Divisió |
| 15  | Alacant CF (R)  | 30 | 10 | 4  | 16 | 35 | 49 | −14 | 24  | Descens a Tercera Divisió |
| 16  | Cartagena (R)   | 30 | 6  | 7  | 17 | 34 | 60 | −26 | 19  | Descens a Tercera Divisió |

### Resultats
| Casa \ Fora     | ALC | ALI | BAL | CAR | GRA | HER | LEV | LNS | CDM | MAL | MEL | MES | MUR | RMC | COR | SAL |
| --------------- | --- | --- | --- | --- | --- | --- | --- | --- | --- | --- | --- | --- | --- | --- | --- | --- |
| CE Alcoià       | —   | 0–0 | 4–0 | 4–1 | 1–0 | 5–2 | 1–0 | 2–0 | 2–2 | 2–0 | 6–2 | 0–0 | 1–0 | 4–0 | 4–0 | 3–2 |
| Alacant CF      | 1–0 | —   | 1–2 | 1–0 | 1–1 | 0–1 | 3–1 | 4–1 | 4–0 | 2–0 | 2–0 | 0–4 | 4–2 | 2–1 | 2–0 | 0–1 |
| Atlètic Balears | 2–2 | 3–1 | —   | 4–1 | 4–0 | 3–1 | 2–1 | 5–0 | 2–3 | 0–2 | 3–1 | 3–1 | 1–1 | 3–2 | 4–0 | 3–0 |
| Cartagena       | 0–2 | 5–2 | 0–2 | —   | 1–3 | 1–0 | 0–0 | 5–0 | 1–1 | 0–1 | 1–1 | 0–0 | 1–4 | 2–3 | 1–0 | 3–0 |
| Granada CF      | 0–1 | 2–1 | 2–1 | 2–2 | —   | 0–0 | 3–1 | 1–1 | 1–3 | 3–1 | 0–2 | 2–0 | 0–1 | 2–0 | 1–3 | 1–0 |
| Hèrcules CF     | 1–0 | 2–0 | 3–1 | 1–1 | 4–1 | —   | 2–0 | 0–0 | 1–0 | 1–0 | 3–2 | 1–1 | 1–1 | 3–1 | 2–1 | 3–0 |
| Llevant UE      | 1–3 | 3–0 | 1–0 | 0–1 | 1–0 | 1–2 | —   | 3–0 | 1–0 | 3–2 | 3–0 | 0–2 | 1–0 | 2–2 | 3–0 | 1–1 |
| Linense         | 1–2 | 3–1 | 5–0 | 3–2 | 0–0 | 2–0 | 1–1 | —   | 1–1 | 2–2 | 1–0 | 0–6 | 7–1 | 2–2 | 8–0 | 1–0 |
| Málaga          | 4–0 | 3–0 | 5–1 | 8–2 | 5–1 | 3–1 | 7–0 | 6–1 | —   | 4–0 | 1–1 | 2–0 | 3–0 | 2–1 | 6–2 | 2–0 |
| RCD Mallorca    | 3–1 | 2–0 | 2–0 | 2–0 | 5–0 | 3–0 | 1–2 | 5–0 | 2–2 | —   | 3–1 | 4–1 | 1–2 | 3–0 | 6–1 | 5–0 |
| UD Melilla      | 3–1 | 2–0 | 5–1 | 3–1 | 2–1 | 4–1 | 4–1 | 3–1 | 4–5 | 4–0 | —   | 2–0 | 2–0 | 3–1 | 0–0 | 2–3 |
| Mestalla        | 2–0 | 3–1 | 5–1 | 2–0 | 4–1 | 0–1 | 3–1 | 7–1 | 1–0 | 2–1 | 4–1 | —   | 2–0 | 5–0 | 4–3 | 2–1 |
| Reial Múrcia    | 4–3 | 3–0 | 2–0 | 2–1 | 2–0 | 1–2 | 5–1 | 0–2 | 0–0 | 2–1 | 0–0 | 0–0 | —   | 2–0 | 4–2 | 4–1 |
| Plus Ultra      | 1–0 | 0–0 | 2–0 | 5–1 | 0–3 | 1–0 | 3–0 | 0–0 | 2–3 | 0–1 | 4–3 | 1–2 | 0–0 | —   | 4–3 | 4–1 |
| Real Córdoba    | 5–0 | 3–1 | 2–1 | 4–0 | 5–0 | 0–0 | 1–0 | 4–1 | 2–1 | 1–0 | 3–2 | 3–0 | 0–0 | 2–0 | —   | 2–3 |
| UD Salamanca    | 5–0 | 1–1 | 1–0 | 0–0 | 1–1 | 4–2 | 1–0 | 6–1 | 3–1 | 3–2 | 1–0 | 2–0 | 2–1 | 0–1 | 6–0 | —   |

| Golejador            | Gols | Equip        |
| -------------------- | ---- | ------------ |
| Pedro Bazán          | 25   | Málaga       |
| Sergio Rodríguez     | 22   | Málaga       |
| Juan Manuel Martínez | 21   | UD Melilla   |
| Sócrates Belenguer   | 18   | Mestalla     |
| Antonio Morro        | 18   | RCD Mallorca |

| Porter            | Gols | Partits | Mitjana | Equip        |
| ----------------- | ---- | ------- | ------- | ------------ |
| Josep Maria Martí | 22   | 23      | 0.96    | Reial Múrcia |
| Cosme             | 25   | 21      | 1.19    | Hèrcules CF  |
| Pere Caldentey    | 36   | 29      | 1.24    | RCD Mallorca |
| Eduardo Soro      | 30   | 24      | 1.25    | CE Alcoià    |
| Ricardo Zamora    | 33   | 22      | 1.5     | UD Salamanca |

## Promoció d'ascens

### Classificació
| Pos | Equip          | PJ | PG | PE | PP | GF | GC | DG  | Pts | Classificació o descens |
| --- | -------------- | -- | -- | -- | -- | -- | -- | --- | --- | ----------------------- |
| 1   | Mestalla (O)   | 10 | 5  | 4  | 1  | 27 | 10 | +17 | 14  |                         |
| 2   | Real Gijón (O) | 10 | 5  | 3  | 2  | 20 | 14 | +6  | 13  | Roman a Primera Divisió |
| 3   | Real Santander | 10 | 5  | 1  | 4  | 27 | 20 | +7  | 11  | Roman a Primera Divisió |
| 4   | CE Alcoià      | 10 | 4  | 1  | 5  | 23 | 21 | +2  | 9   |                         |
| 5   | CD Logroñés    | 10 | 3  | 2  | 5  | 11 | 21 | −10 | 8   |                         |
| 6   | Ferrol         | 10 | 2  | 1  | 7  | 13 | 35 | −22 | 5   |                         |

### Resultats
| Casa \ Fora    | ALC | LOG | MES | RFE  | RAC | SPO |
| -------------- | --- | --- | --- | ---- | --- | --- |
| CE Alcoià      | —   | 7–2 | 2–2 | 4–3  | 4–2 | 3–4 |
| CD Logroñés    | 1–0 | —   | 1–1 | 1–1  | 2–0 | 3–2 |
| Mestalla       | 2–0 | 5–1 | —   | 4–0  | 6–1 | 2–2 |
| Ferrol         | 1–0 | 2–0 | 1–4 | —    | 3–7 | 1–3 |
| Real Santander | 3–1 | 2–0 | 1–0 | 10–0 | —   | 1–1 |
| Real Gijón     | 1–2 | 1–0 | 1–1 | 2–1  | 3–0 | —   |

## Promoció de descens
La Federació havia plantejat la reducció d'equips per la següent temporada, pel que els darrers sis classificats de la primera fase baixarien a Tercera Divisió, mentre que del vuitè al desè haurien de disputar una promoció per definir quatre descensos més. La promoció es disputà però poc després es cancel·là la reducció d'equips i només els sis pitjors equips van perdre la categoria.

### Classificació
| Pos | Equip                  | PJ | PG | PE | PP | GF | GC | DG | Pts | Classificació o descens   |
| --- | ---------------------- | -- | -- | -- | -- | -- | -- | -- | --- | ------------------------- |
| 1   | Caudal (O)             | 10 | 6  | 2  | 2  | 24 | 20 | +4 | 14  |                           |
| 2   | UD Melilla (O)         | 10 | 5  | 2  | 3  | 21 | 13 | +8 | 12  |                           |
| 3   | Gimnástica Torrelavega | 10 | 4  | 3  | 3  | 21 | 18 | +3 | 11  | Descens a Tercera Divisió |
| 4   | Atlètic Balears        | 10 | 3  | 2  | 5  | 18 | 27 | −9 | 8   | Descens a Tercera Divisió |
| 5   | Alavés                 | 10 | 3  | 2  | 5  | 19 | 16 | +3 | 8   | Descens a Tercera Divisió |
| 6   | Real Córdoba           | 10 | 2  | 3  | 5  | 19 | 28 | −9 | 7   | Descens a Tercera Divisió |

### Resultats
| Casa \ Fora            | ALA | BAL | CAU | GIM | MEL | COR |
| ---------------------- | --- | --- | --- | --- | --- | --- |
| Alavés                 | —   | 1–2 | 2–2 | 1–2 | 4–1 | 4–0 |
| Atlètic Balears        | 3–1 | —   | 3–3 | 1–1 | 0–4 | 4–1 |
| Caudal                 | 2–1 | 4–1 | —   | 3–2 | 2–0 | 4–2 |
| Gimnástica Torrelavega | 1–1 | 6–2 | 0–2 | —   | 2–1 | 3–0 |
| UD Melilla             | 1–0 | 3–1 | 4–0 | 4–1 | —   | 1–1 |
| Real Córdoba           | 2–4 | 3–1 | 5–2 | 3–3 | 2–2 | —   |

## Resultats finals
- Campió: Real Oviedo, CD Málaga.
- Ascens a Primera divisió: Real Oviedo, CD Málaga.
- Descens a Segona divisió: No hi va haver descensos de Primera a Segona.
- Ascens a Segona divisió: Real Avilés CF, Burgos CF, CD Cacereño, SD Espanya Industrial, Real Jaén CF, Orihuela Deportiva CF.
- Descens a Tercera divisió: Alacant CF, CF Badalona, Cartagena CF, Llevant UE, SG Lucense, UD Orensana.